# 2Bona
2Bona је македонска треп и RnB група. Чине је двојица музичара — Марио Јелић Кун, у улози продуцента, текстописца и певача; и Антонио Стојановски Тонито, у улози текстописца и певача. Њихова музика инспирисана је новим светским модерним музичким трендовима и намењена ноћним клубовима и дискотекама. 2Bona снимају и објављују за продукцијску кућу Inovativa Group. Њихов први сингл носи назив Лево десно и објављен је 2015. године.
Марта 2019. године издали су албум под називом 2Bona. На албуму се налази шест песама, а снимљен је за продукцијску кућу Global Music Entertainment. Исте године започели су серију сарадњи са српским музичарима, а прва песма настала у том таласу је Colombiana са Еленом Китић. Потом су сарађивали са Газда Пајом (За једну ноћ), Брзо Трчи Љанмијем (Рири) и ТХЦФ-ом (Комиран).
Крајем 2019. године основали су своју продукцијску кућу под називом Gorilla TV.
2Bona су марта 2020. године објавили су песму Joker за српску серију Јужни ветар.

## Дискографија

### Албуми
| №  | Назив                       | Трајање |  |
| 1. | Балкан                      | 3:16    |  |
| 2. | Контрола                    | 3:36    |  |
| 3. | Моет (ft. Таско)            | 4:00    |  |
| 4. | Не ми дава мир (ft. Тракер) | 3:34    |  |
| 5. | Фуего (ft. Таско, Тракер)   | 3:41    |  |
| 6. | Дело                        | 3:00    |  |

### Синглови
- Лево десно (2015)
- Земи го (2015)
- Сакав да видам (2015)
- Боже прости (2016)
- Машина (2016)
- Премногу (2017)
- Би направил сè (ft. Слаткаристика, 2017)
- Доволно (2018)
- Бени нонстоп (2018)
- All Eyes On Us (2019)
- Air Max (2019)
- Милион (2019)
- Хаос (2019)
- Gang Gang (ft. Тракер, Таско, 2019)
- Не ми дава мир (ft. Тракер, 2019)
- Бел џип (ft. Бандата на руба, 2019)
- Дијаманти[7] (ft. Слаткаристика, 2019)
- Бела ноќ[8] (2019)
- Freak (2019)
- Хабанеро (2019)
- Bella (2019)
- Јас сум за тоа (2019)
- Банкноти и бандероли (2019)
- Хаос (2019)
- Колку ти треба (ft. Јосиф, 2019)
- Colombiana (ft. Елена Китић, 2019)
- За једну ноћ (ft. Газда Паја, 2019)
- Горила (ft. Криско, 2019)
- Пиштоли и рози (2020)
- Рири (ft. Брзо Трчи Љанми, 2020)
- Комиран (ft. THCF, 2020)
- Ferrari (ft. V:RGO, TRF, 2020)
- Joker (2020)
- Тој сум (2020)
- Candy (2021)
- Југ (ft. Tyzee, 2021)

### Спотови
| Спот           | Година | Режисер                         |
| -------------- | ------ | ------------------------------- |
| Земи го        | 2015   | Дарко Манасијески               |
| Лево десно     | 2015   | Иван Солунчев                   |
| Дело           | 2018   | Гордан Божиновски               |
| Моет           | 2018   | Гордан Божиновски               |
| Не ми дава мир | 2018   | Гордан Божиновски               |
| Air Max        | 2018   | Гордан Божиновски               |
| Балкан         | 2019   | God Eye Production              |
| Дијаманти      | 2019   | God Eye Production              |
| All Eyes On Us | 2019   | God Eye Production              |
| Colombiana     | 2019   | Љуба                            |
| Бел џип        | 2019   |                                 |
| Za jednu noć   | 2019   |                                 |
| Милион         | 2019   | Томислав Живковић               |
| Freak          | 2019   | Гордан Божиновски               |
| Gorilla        | 2019   | Огнен Шапковски                 |
| Комиран        | 2020   | Огнен Шапковски                 |
| Пиштоли и рози | 2020   | Крсте Шупев,Алек Тасевски       |
| Joker          | 2020   | NN Media                        |
| Главо луда     | 2020   | Дарко Манасијески               |
| Тој сум        | 2020   | Томислав Живковић               |
| Candy          | 2021   | NN Media                        |
| Југ            | 2021   | Томислав Живковић               |
| Big Bank       | 2021   | Томислав Живковић               |
| Тет а тет      | 2021   | Љуба Радојевић                  |
| Пали моторе    | 2021   | Матеј Матијевић                 |
| Муни мани      | 2021   | Милош Аврамовић,Мирослав Анићић |
| Хиена          | 2022   | Томислав Живковић               |
| Гасолина       | 2022   | Bashmotion                      |
| Ензо           | 2022   | Љуба                            |